# ادوبونتو
ادوبونتو، اِد-اوبونتو (به انگلیسی: Edubuntu) که قبلا با نام نسخه آموزشی اوبونتو (به انگلیسی: Ubuntu Education Edition) شناخته می‌شد، یک مشتق رسمی از سیستم‌عامل اوبونتو است که برای استفاده در کلاس‌های درس داخل مدارس، خانه‌ها و جوامع طراحی شده است.
ادوبونتو با همکاری معلمان و فناوران در چندین کشور توسعه یافته است. این توزیع بر پایه اوبونتو ساخته شده است؛ معماری تین کلاینت، پروژه سرور ترمینال لینوکس و چندین برنامه کاربردی دیگر، ویژه آموزش را در خود جای داده است و برای کاربران ۶ تا ۱۸ ساله به‌منظور نصب آسان و نگهداری مداوم طراحی شده است.